# 한백륜
한백륜(韓伯倫, 1427년 ~ 1474년)은 조선의 문신이며 예종(睿宗)의 국구(國舅)이다. 조선국 의빈부도사, 조선국 공조정랑, 조선국 우의정 등을 지냈다.

## 생애
본관은 청주(淸州)이며 자는 자후(子厚)이고 호는 의암(毅菴)이며 시호는 양혜(襄惠)이다. 세종(世宗), 문종(文宗), 단종(端宗), 세조(世祖), 예종(睿宗), 성종(成宗) 등 6명의 임금을 섬겼다.
세종(世宗) 임금 때인 1444년 식년문과에 정과 급제하였다. 그 후 세조(世祖) 때인 1463년 딸이 왕세자(훗날 예종)의 후궁(後宮)으로 간택되었는데 1468년 예종이 즉위하고 딸이 후궁에서 왕후(안순왕후)로 승격되자 국구(國舅)로서 청천군(淸川君)에 책봉되었고 성종(成宗) 때인 1471년 우의정의 신분으로 청천부원군(淸川府院君)에 진봉되었다.
한확의 7촌 조카이며 한치형과는 8촌 형제가 된다.
한명회와는 10촌 형제간이다.

## 사후
한백륜 묘역은 인천광역시 서구 마전동에 있다. 묘 진입로에 신도비가 세워져 있고 묘역에는 일반 문묘보다 규모가 큰 봉분과 묘비, 장명등, 문인석이 배치되어 있고, 특히 1981년 묘역 정비시 상석 밑에 백지로 된 5매의 묘지(墓誌)가 발굴되었다. 2004년 4월 6일 인천광역시의 기념물 제54호로 지정되었다.

## 가족 관계
- 할아버지 : 한계복(韓季復)
  - 아버지 : 한창(韓昌)
    - 동생 : 한숙륜(韓叔倫)
    - 부인 : 풍천 임씨, 임유(任柔)의 딸
      - 장남 : 한환(韓懽)
      - 자부 : 조씨
        - 손자 : 한경운(韓慶雲)

      - 차남 : 한열(韓悅)
      - 자부 : 여주 이씨
        - 손자 : 한경석(韓慶錫)
        - 손자 : 한경록(韓慶綠)

      - 삼남 : 한항(韓恒)
      - 자부 : 창원 황씨
        - 손자 : 한경서(韓慶瑞)
        - 손자 : 한경운(韓慶雲), 한환에게 입양됨

      - 사남 : 한순(韓恂)
      - 자부 : 평양 조씨
        - 손자 : 한경훈(韓慶勳)

      - 장녀 : 안순왕후 한씨(安順王后 韓氏, 1445년?음력 3월 12일~ 1499년 2월 3일(1498년 음력 12월 23일) 조선 예종의 계비
      - 차녀 : 청주 한씨(淸州 韓氏, 1447년)
      - 둘째사위 : 귀성군 이준(龜城君 李浚, 1441년 ~ 1479년 1월 28일)
      - 육녀 : 청주 한씨(淸州 韓氏, 1459년 ~ ?)
      - 여섯째사위: 형조판서 신수영(刑曹判書 愼守英, 1461 ∼ 1506) - ( 신수영은 신승선의 3남 = 거창군부인 신씨(연산군의 첫 부인)의 오빠 )

## 한백륜을 연기한 배우

### TV 드라마
- 문회원 - 《왕과 비》 (KBS 드라마, 1998년~2000년)